# Jean Delmas (journaliste)
Pour les articles homonymes, voir Jean Delmas et Delmas.
Jean Delmas, né le 14 décembre 1912 à Segré et mort le 9 mai 1979 à Colombes, est un enseignant, journaliste et critique de cinéma, fondateur de la revue Jeune Cinéma dont il a assuré la direction jusqu'en 1979. 

## Biographie
Rédacteur en chef du journal Le Nord libre dans la clandestinité, il participe à la Résistance. Il milite au Parti communiste français, qu'il quitte en 1956, et contre la guerre d'Algérie.
Professeur d'histoire, il fonde en juillet 1950, avec Jean Michel (1914-1957), la Fédération française des ciné-clubs de jeunes, devenue la Fédération Jean-Vigo en 1964. À la rentrée de cette même année, il crée, notamment avec sa femme Ginette Delmas-Gervais et Andrée Tournès, la revue Jeune Cinéma dont il fait une publication rigoureuse et attentive aux « nouveaux cinémas ».
En 1960, il signe le Manifeste des 121.
À sa mort, Ginette Delmas-Gervais et Andrée Tournès, avec la revue Jeune Cinéma, ont créé le Prix Jean-Delmas, qui a eu seulement deux éditions. Le premier Prix Jean-Delmas a été attribué en 1979 à Paco l'infaillible de Didier Haudepin et le second, en 1980, à Vacances royales de Gabriel Auer.
La revue Jeune Cinéma est dirigée depuis 2012 par Lucien Logette, qui fut l'élève de Jean Delmas. Elle a un site Internet depuis 2014, coordonné par Anne Vignaux-Laurent.